# HC Chotíkov
HC Chotíkov (celým názvem: Hokejový Club Chotíkov) je český klub ledního hokeje, který sídlí v obci Chotíkov v Plzeňském kraji. Od sezóny 2018/19 působí v Plzeňské krajské soutěži – sk. A, páté české nejvyšší soutěži ledního hokeje. Klubové barvy jsou černá, bílá a červená.
Své domácí zápasy odehrává v Plzni na zimním stadionu Košutka s kapacitou 255 diváků.
Rozhovor s kapitánem Ondřejem Bundou:
Povede se vám v sezóně 22/23 obhajoba
OB- Budem dělat všechno proto aby se nám to znovu povedlo.Několikrát týdne máme přípravu na ledě, plus individuální tréninky s Markem Posmykem.

## Přehled ligové účasti
Stručný přehled
Zdroj:
- 2010–2018: Plzeňská krajská liga (4. ligová úroveň v České republice)
- 2018– : Plzeňská krajská soutěž – sk. A (5. ligová úroveň v České republice)

Jednotlivé ročníky
Zdroj:
Legenda: ZČ - základní část, červené podbarvení - sestup, zelené podbarvení - postup, fialové podbarvení - reorganizace, změna skupiny či soutěže
| Česko (2010 – ) |                                 |           |          |                                       |          |
| Sezóny          | Soutěž                          | Úroveň    | ZČ       | Play-off, nadstavba, sk. o udržení... | Poznámky |
| 2010/11         | Plzeňská krajská liga           | 4. úroveň | 8. místo |                                       |          |
| 2011/12         | Plzeňská krajská liga           | 4. úroveň | 9. místo |                                       |          |
| 2012/13         | Plzeňská krajská liga           | 4. úroveň | 3. místo | Semifinále                            |          |
| 2013/14         | Plzeňská krajská liga           | 4. úroveň | 6. místo |                                       |          |
| 2014/15         | Plzeňská krajská liga           | 4. úroveň | 6. místo | Semifinále                            |          |
| 2015/16         | Plzeňská krajská liga           | 4. úroveň | 5. místo |                                       |          |
| 2016/17         | Plzeňská krajská liga           | 4. úroveň | 5. místo | Čtvrtfinále                           |          |
| 2017/18         | Plzeňská krajská liga           | 4. úroveň | 8. místo |                                       | Sestup   |
| 2018/19         | Plzeňská krajská soutěž – sk. A | 5. úroveň |          |                                       |          |